# 미중
미중(微仲, ? ~ ?)은 중국 서주의 제후국인 송나라의 제2대 공작(재위: ? ~ ?)이다. 이름은 연(衍), 호는 중사(仲思)이다. 공자의 15세조이고, 《공자가어》에 따르면 "중사(仲思)의 이름은 연(衍)인데, 일명 설(泄)이라고도 한다."라고 하였다. 미자의 동생이고, 제을의 아들이다. 미자의 아들인 미백(微伯)은 서주에서 사관(史官)으로 있어서 미자의 뒤를 이을 수 없었고 미백의 아들인 돌(腯)이 있었지만 상나라의 형제상속제를 따라 미중이 뒤를 이었다. 미중이 죽은 후에 아들 송공 계가 뒤를 이었다.
| 전 임 미자 | 제2대 송나라의 군주 약 기원전 1024년 ~ 약 기원전 986년 | 후 임 송공 계 |